# Крево
Кре́во (бел. Крэ́ва, пол. Krewo, лит. Krėva) — агрогородок в Сморгонском районе Гродненской области Беларуси. Административный центр Кревского сельсовета. Расположен на реке Кревлянке в 22 километрах южнее Сморгони и железнодорожной станции Сморгонь, в 100 километрах северо-западнее Минска. Население — 646 человек (2009). Ближайшие населённые пункты — Вауки, Томасовка, Чухны. Площадь занимаемой территории составляет 6,284 км², протяжённость границ 35 450 м.

## Топоним
Согласно одной из гипотез, топоним «Крево» образовался от названия племенного сообщества кривичей.

## История

### В составе Великого княжества Литовского
Крево впервые упоминается в немецких хрониках XIII века. Вероятно к этому периоду (XII—XIII вв.) принадлежит и Кревское городище (2,5 км к северу от западной окраины деревни, у дороги на Сморгонь). В могильнике под Крево нашли захоронение литовской военной знати, совершённое по обряду кремации. Дата начала формирования могильника — 1274 или 1277 год, что совпадает с походами галицко-волынских князей и монголо-татар на Новогрудок.
На рубеже XIII и XIV веков великим князем литовским Гедимином был построен Кревский замок, первый полностью каменный замок в Великом княжестве Литовском. В 1338 году Крево перешёло во владение к сыну и преемнику Гедимина Ольгерду, затем к Ягайлу. В 1382 году Кейстут, отец великого князя Витовта, был заключен здесь в тюрьму и убит. 14 августа 1385 года в замке была подписана Кревская уния. В 1387 году Ягайло основал в Крево один из первых католических приходов в Великом княжестве Литовском. В 1391 году погиб последний князь из Крево Витунд.
В 1413 году местечко вошло в состав Виленского воеводства.
В 1551 году с Крево взимался минимальный налог в государственную казну — всего 5 коп грошей. 7 августа 1559 года великий князь Сигизмунд Август наделил Крево магдебургским правом. До конца XVIII в. местечко пользовалось гербом: «в голубом поле золотой полумесяц, между рогами которого серебряная звезда» (герб Лелива). Согласно административно-территориальной реформе 1565—1566 гг. местечко вошло в состав Ошмянского уезда.
В 1568 году старостой Кревским стал маршалок господарский князь Лукаш Болеславович Свирский, который в 1569 году подписал акт Люблинской унии.
С 1636 года при местном костёле действовали школа и больница.
Местечко сильно пострадало во время русско-польской войны, после чего начался его упадок. Войска Русского государства дважды опустошали местечко в 1655 и 1659 годах.
В XVII—XVIII веках сильно выросло еврейское население Крева. В XVIII веке в Крево функционировало 6 церквей и 1 костел.
Согласно инвентарю 1789 года в Крево был Рынок (52 дома, 2 корчмы), улица Заречная (56 домов), Песковская (9 домов), Татарская (13 домов), Богдановская (56 домов), Борунская (5 домов).

### В составе Российской империи

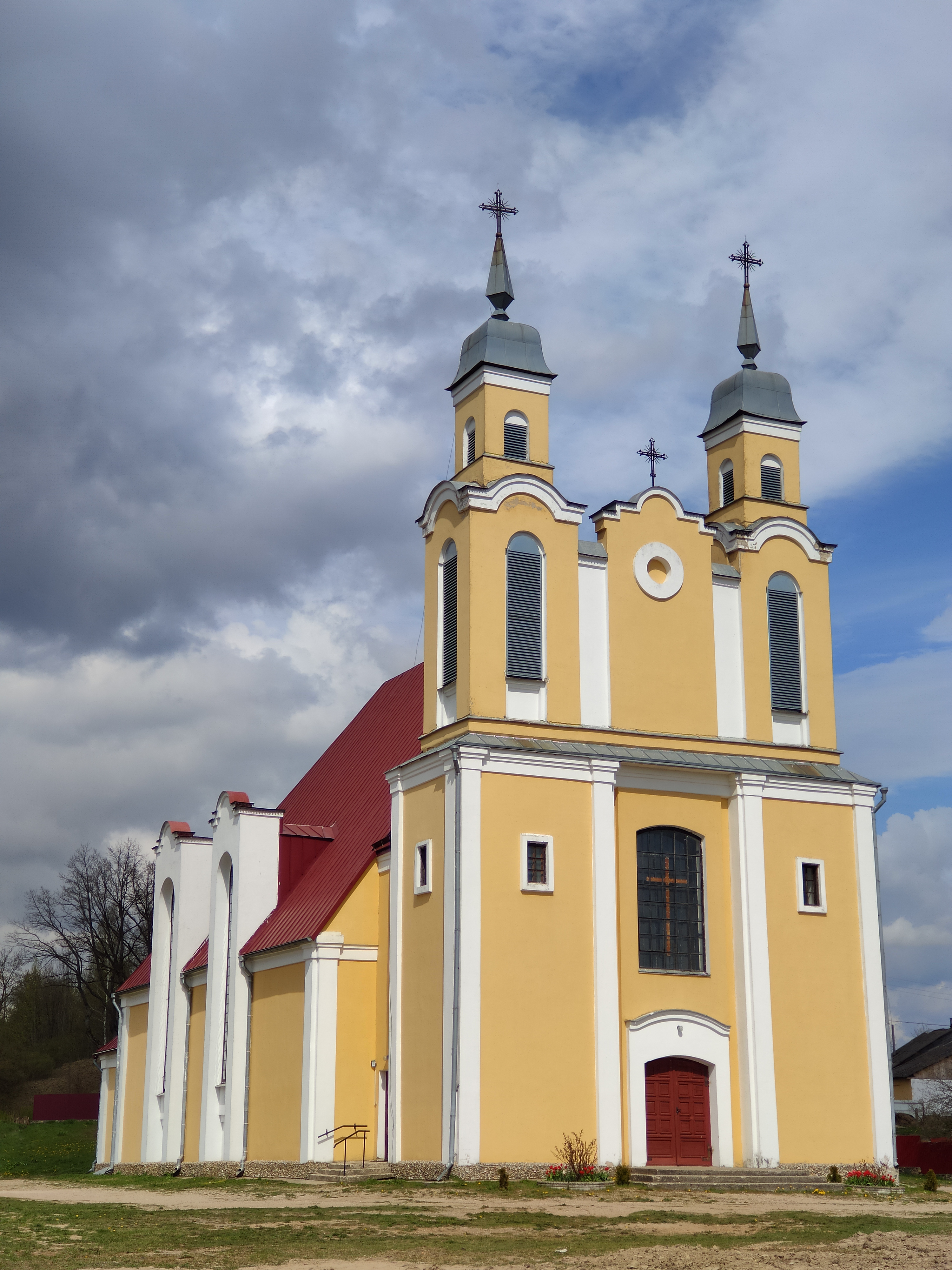
Костёл Преображения Господня

В результате третьего раздела Речи Посполитой (1795), Крево оказалось в составе Российской империи. Местечко стало центром волости в Ошмянском уезде Виленской губернии.
В XIX веке здесь была выстроена синагога и синагогальный двор с миквой и хедером.
Согласно описи 1866 года Крево насчитывало 246 дворов и 1285 жителей, из них 639 православных, 337 католиков, 68 мусульман и 241 иудей.
На 1883 год население составляло 1923 жителя, имение Скарба (Skarb), который предоставил на выкуп крестьянам свои земли. Был парафиальный костёл Ошмянского деканата — один из восьми, основанных ещё во времена правления Ягайло, имевший в подчинении часовни в селении Милейково и Кривске. Бывший центр одноимённой волости, насчитывавшей в 1883 году 587 дворов и 5145 крестьян. Состояла из восьми деревенских округов: Мысса, Попелевичи, Саковичи, Чухны, Раковцы, Крево, Веребушки и Боярск, всего 90 деревень.
В 1895 году здесь насчитывалось 2112 жителей, 249 дворов, две православные церкви, костел, богадельня, школа. Одна из церквей, а именно церковь Александра Невского сохранилась до нашего времени. Согласно переписи 1897 г., в Крево насчитывалось 217 дворов, 2 церкви, синагога, училище, школа, 2 магазина. Ежегодно проводилось 5 рыночных торгов.
В 1898 г. местечко Крево посетил художник Фердинанд Рущиц, который написал одноименную картину.

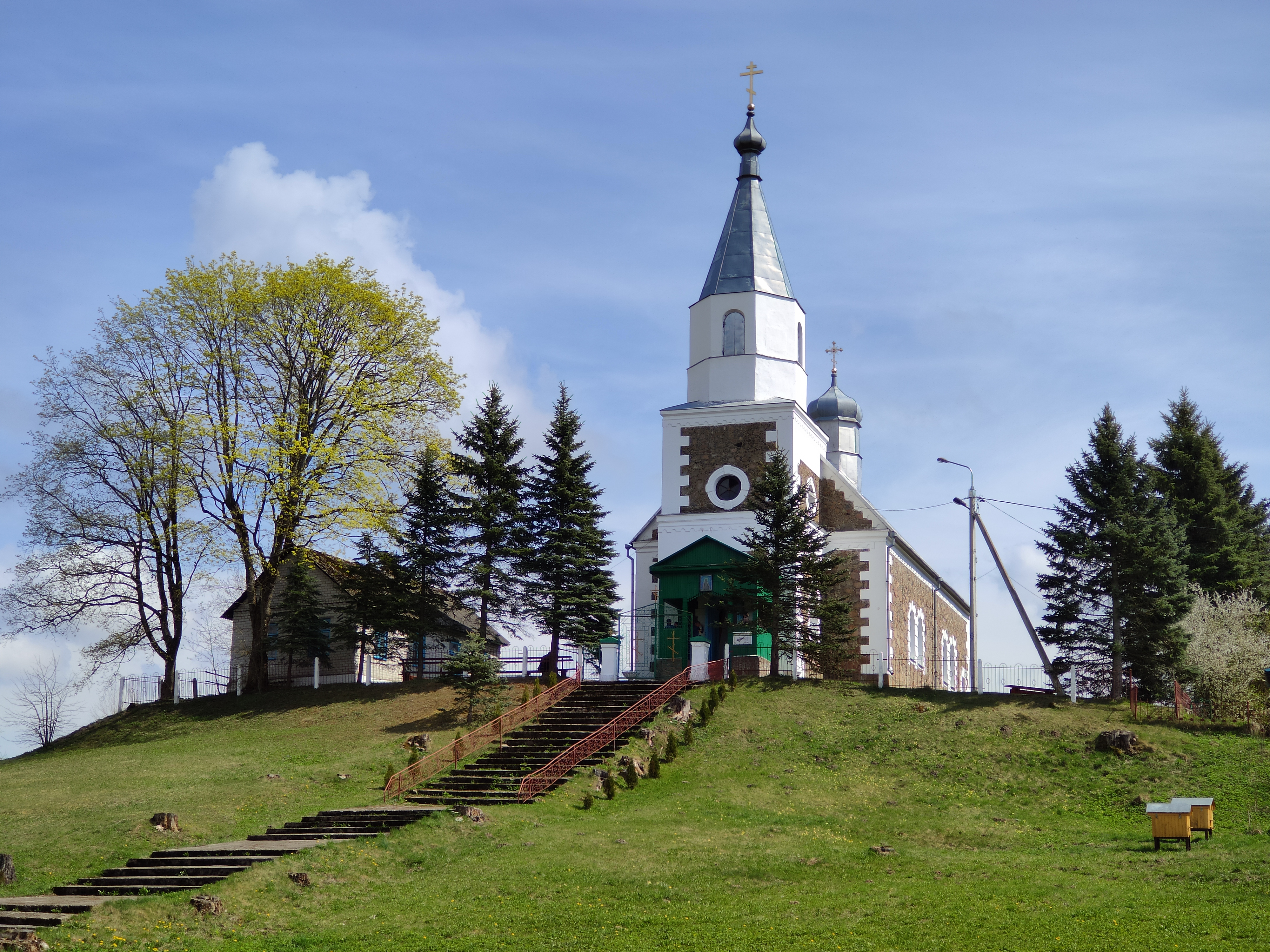
Церковь Святого Александра Невского

В годы Первой мировой войны линия фронта проходила возле самого местечка. 21 июля 1917 года в результате артиллерийского обстрела со стороны российской армии были разрушены остатки замка и костёла.

### Новейшее время
25 марта 1918 г. согласно Третьей Уставной грамоте Белорусской Народной Республики, Крево являлось составной частью БНР. 1 января 1919 г. в соответствии с постановлением I съезда КП(б)Б Крево вошло в состав Белорусской ССР.
В 1920 г. Крево стало составной частью Срединной Литвы; с 1922 г. — в составе Польской Республики (II Речь Посполитая). В 1929 г. белорусский художник Язеп Дроздович создал серию зарисовок местечка. В течение 1929—1930-х проводилось укрепление стен замка.
В 1939 г. Крево вошло в состав БССР. 12 октября 1940 г. Крево стало центром сельсовета Сморгонского района.
В 1998 г. с целью содействия сохранения и возрождения Кревского замка был создан международный фонд «Крево».

## Инфраструктура
В Крево работает средняя школа, дошкольное учреждение, больница, аптека, клуб, библиотека, отделение АСБ "Беларусбанк".

## Культура
- Дом культуры
- Музей ГУО "Кревская средняя школа"

## События и мероприятия

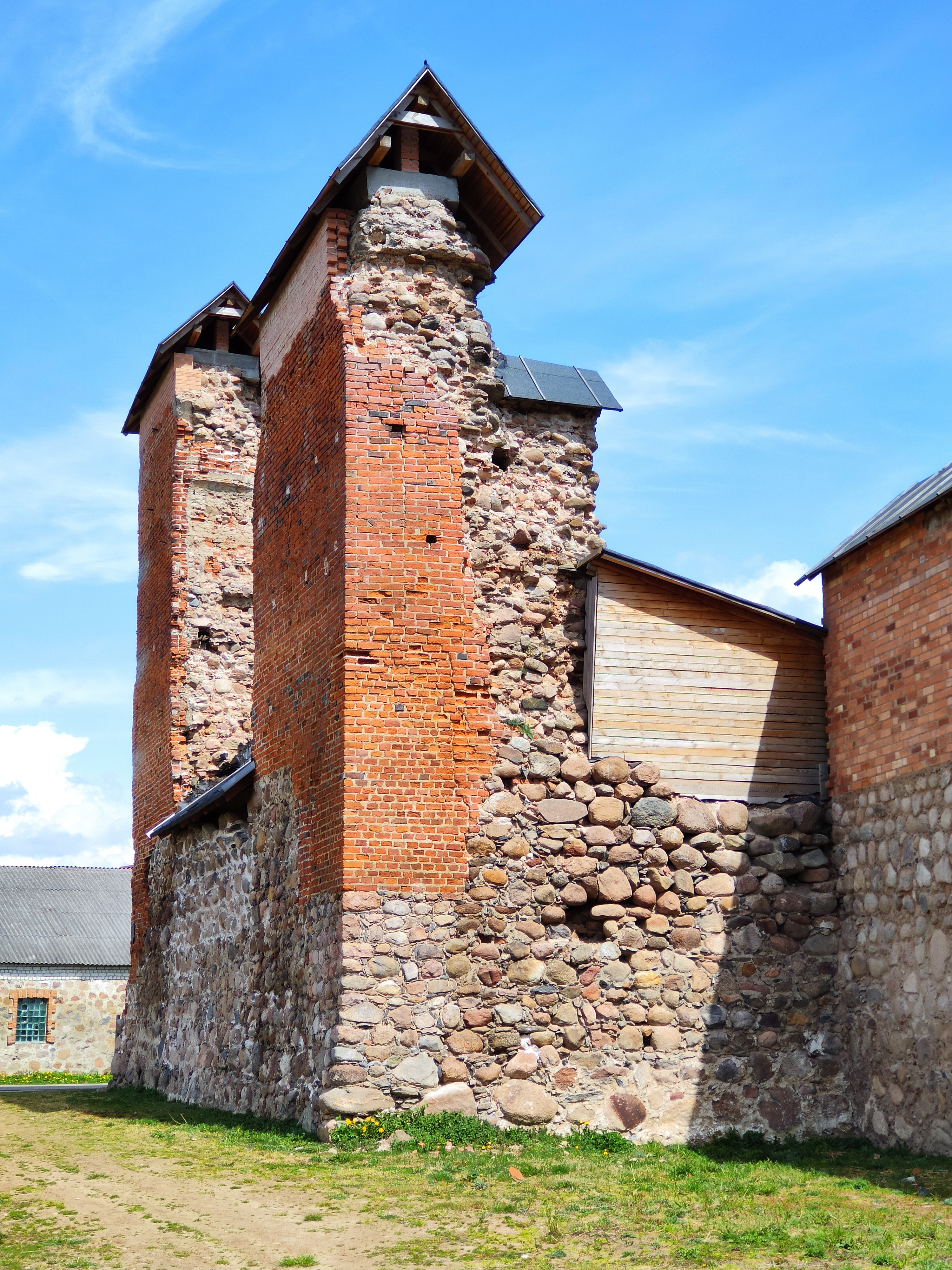
Кревский замок

- Фестиваль-ярмарка «Кераміка Крэва». Проходит около Кревского замка

## Достопримечательность
- Церковь Святого Александра Невского. Архитектор — Тадеуш Ростворовский.
- Костёл Преображения Господня
- Кревский замок
- Еврейское кладбище
- Синагога (конец XIX — начало XX века)
- Кревский большой камень — геологический памятник природы республиканского значения

### Утраченное наследие
- Костёл Матери Божьей Ласковой (1936)
- Деревянный костёл Преображения Господня

## Туризм
Через Крево проходит туристический маршрут «Легенды Великого Княжества Литовского».